# Astrocaryum
Astrocaryum es un género con 36 especies de plantas con flores perteneciente a la familia  de las palmeras (Arecaceae).

## Descripción
Son palmas medianas a altas o con frecuencia acaulescentes, solitarias (en Nicaragua) o cespitosas, generalmente armadas con espinas planas; tallos armados o cubiertos por las bases espinosas y persistentes de las hojas; plantas monoicas.
Hojas pocas a numerosas, regular o irregularmente pinnadas; pinnas numerosas, regularmente dispuestas en un mismo plano o agrupadas y en distintos planos dando una apariencia plumosa, lineares a linear-lanceoladas, blanquecinas en la cara abaxial, oblicuamente agudas en el ápice; vaina generalmente armada y con abundante tomento, pecíolo armado e indumentado. Inflorescencias solitarias, interfoliares, ramificación simple, pedúnculo densamente armado, profilo oculto dentro de la vaina foliar, bráctea peduncular generalmente insertada en la mitad distal del pedúnculo, armada; raquillas numerosas con o sin base desnuda, armadas o inermes, porción fértil claramente diferenciada en una parte proximal con 1–varias tríades distantes y una parte distal, cilíndrica y amentiforme con flores estaminadas densas en pares o solitarias hundidas en las fóveas; flores estaminadas con cáliz muy pequeño, 3-partido, pistilodio generalmente presente, cáliz connado, urceolado o cupuliforme, truncado o ligeramente 3-lobado, corola connada, urceolada o tubular, estambres 6; flores pistiladas más grandes que las estaminadas, cáliz y corola subiguales, estaminodios 6, connados en un anillo.
Frutos cafés a anaranjados, residuo estigmático apical, rostrado, perianto acrescente, exocarpo delgado, mesocarpo farináceo o carnoso, fibroso, endocarpo óseo, la superficie con fibras negras radiadas desde los 3 poros subterminales; semilla 1 (2), endosperma homogéneo, con cavidad central, eofilo bífido, cerdoso.

## Taxonomía
El género fue descrito por Georg Friedrich Wilhelm Meyer y publicado en Primitiae Florae Essequeboensis . . . 265–266. 1818. La especie tipo es: Astrocaryum aculeatum G.Mey.
Etimología
Astrocaryum: nombre genérico  que deriva del griego astron = "estrella", y karion = "nuez", en referencia al patrón en forma de estrella de las fibras alrededor de los poros del endocarpio.

## Especies
| - Astrocaryum acaule Mart. - Astrocaryum aculeatissimum (Schott) Burret - Astrocaryum aculeatum G.Mey. - Astrocaryum alatum Loomis - Astrocaryum campestre Mart. - Astrocaryum carnosum F.Kahn & B.Millán - Astrocaryum chambira Burret - Astrocaryum chonta Mart. - Astrocaryum ciliatum F.Kahn & B.Millán - Astrocaryum confertum H.Wendl. ex Burret - Astrocaryum faranae F.Kahn & E.Ferreira - Astrocaryum farinosum Barb.Rodr. - Astrocaryum ferrugineum F.Kahn & B.Millán - Astrocaryum giganteum Barb.Rodr. - Astrocaryum gratum F.Kahn & B.Millán - Astrocaryum gynacanthum Mart. - Astrocaryum huaimi Mart. - Astrocaryum huicungo Dammer ex Burret | - Astrocaryum jauari Mart. - Astrocaryum javarense (Trail) Drude - Astrocaryum macrocalyx Burret - Astrocaryum malybo H.Karst. - Astrocaryum mexicanum Liebm. ex Mart. - Astrocaryum minus Trail - Astrocaryum murumuru Mart. - Astrocaryum paramaca Mart. - Astrocaryum perangustatum F.Kahn & B.Millán - Astrocaryum rodriguesii Trail - Astrocaryum sciophilum (Miq.) Pulle - Astrocaryum scopatum F.Kahn & B.Millán - Astrocaryum sociale Barb.Rodr. - Astrocaryum standleyanum L.H.Bailey - Astrocaryum triandrum Galeano-Garces, R.Bernal & F.Kahn - Astrocaryum ulei Burret - Astrocaryum urostachys Burret - Astrocaryum vulgare Mart. |